# Mishamo
Mishamo ist eine aus einem Flüchtlingscamp bestehende Stadt im Distrikt Mpanda der Region Katavi in Tansania und hat 61.017 Einwohner (Stand 2012), die zumeist aus Burundi stammen. Das Camp wurde 1970 in der Nähe des Tanganjikasees errichtet, im Jahr 2014 wurde es offiziell anerkannt. Das Camp besitzt mit der Mishamo Secondary School eine weiterführende Schule.